# Волфганг Албрехт Гьолер фон Равенсбург
Волфганг Албрехт Гьолер фон Равенсбург (на немски: Wolfgang Albrecht Göler von Ravensburg; * 1614; † 1636) е благородник от стария швабски рицарски род Гьолер фон Равенсбург от Крайхгау. Резиденцията на фамилията е дворец Равенсбург при Зулцфелд в Баден-Вюртемберг.
Той е малкият син на Ханс Фридрих Гьолер фон Равенсбург (1565 – 1626) и съпругата му Катарина фон Ментцинген (1585 – 1635), дъщеря на Бернхард фон Ментцинген (1553 – 1628) и Барбара фон Найперг († 1608). Брат е на  Йохан Бернхард I (1608 – 1652).